# Pandemia de COVID-19 en Vanuatu
Se confirmó que la pandemia de COVID-19 había llegado a Vanuatu el día 11 de noviembre de 2020, en relación con un hombre que provenía desde los Estados Unidos. Hasta el 22 de abril de 2021 se han registrado 4 casos, de los cuales uno ha fallecido y 3 se han recuperado.

## Fondo
En diciembre de 2019 se identificó un nuevo coronavirus que causó una enfermedad respiratoria en la ciudad de Wuhan, provincia de Hubei, China, y se informó a la Organización Mundial de la Salud (OMS) el 31 de diciembre de 2019, que confirmó su preocupación el 12 de enero de 2020. La OMS declaró el brote de una Emergencia de Salud Pública de Importancia Internacional el 30 de enero y una pandemia el 11 de marzo.
La tasa de letalidad de COVID-19  es mucho menor que la del SARS , una enfermedad relacionada que surgió en 2002, pero su transmisión ha sido significativamente mayor, lo que ha provocado un número total de muertes mucho mayor.

## Cronología
| Casos de COVID-19 en Vanuatu Muertes Recuperaciones Casos activos 202020212022novdicenefebmarabrmayjunjulagosepoctnovdicenefebÚltimos 15 días | Casos de COVID-19 en Vanuatu Muertes Recuperaciones Casos activos 202020212022novdicenefebmarabrmayjunjulagosepoctnovdicenefebÚltimos 15 días | Casos de COVID-19 en Vanuatu Muertes Recuperaciones Casos activos 202020212022novdicenefebmarabrmayjunjulagosepoctnovdicenefebÚltimos 15 días | Casos de COVID-19 en Vanuatu Muertes Recuperaciones Casos activos 202020212022novdicenefebmarabrmayjunjulagosepoctnovdicenefebÚltimos 15 días | Casos de COVID-19 en Vanuatu Muertes Recuperaciones Casos activos 202020212022novdicenefebmarabrmayjunjulagosepoctnovdicenefebÚltimos 15 días |
| --- | --- | --- | --- | --- |
| Fecha | Fecha | | N.º de casos | N.º de casos |
| 11-11-2020 | 11-11-2020 | | 1(—) | 1(—) |
| ⋮ | ⋮ | | 1(=) | 1(=) |
| 02-12-2020 | 02-12-2020 | | 1(=) | 1(=) |
| ⋮ | ⋮ | | 1(=) | 1(=) |
| 06-03-2021 | 06-03-2021 | | 3(+200%) | 3(+200%) |
| ⋮ | ⋮ | | 3(=) | 3(=) |
| 19-04-2021 | 19-04-2021 | | 4(+33%) | 4(+33%) |
| ⋮ | ⋮ | | 4(=) | 4(=) |
| 22-04-2021 | 22-04-2021 | | 4(=) | 4(=) |
| ⋮ | | | | |
| 10-02-2022 | | | | |

### Marzo 2020
El 16 de marzo, se establecieron restricciones de viaje y medidas de cuarentena para quienes entraron en Vanuatu.
El 22 de marzo, las autoridades sanitarias de Vanuatu confirmaron que las pruebas para un trabajador del complejo con un caso sospechoso de coronavirus habían dado negativo.
El 26 de marzo, el presidente Tallis Obed Moses declaró el estado de emergencia en el país. Un turista en un crucero que visitaba la isla de Aneityum había dado positivo por el virus, lo que provocó un bloqueo en la isla. También se enviaron muestras de sangre de lugareños de la isla a Nueva Caledonia para su análisis. 

### Noviembre 2020
El 11 de noviembre, Vanuatu confirmó su primer caso del COVID-19, el caso es un hombre que había viajado a las islas desde los Estados Unidos a través de Sídney y Auckland. El hombre había llegado a Vanuatu el 4 de noviembre y se sometió a un aislamiento administrado y cuarentena.

### Diciembre 2020
El 2 de diciembre, el primer caso se había recuperado dejando a Vanuatu libre del COVID-19 otra vez.

### Marzo 2021
El 6 de marzo, el Primer Ministro de Vanuatu anunció 2 nuevos casos de COVID-19, ascendiendo el total a 3 casos.

### Abril 2021
El 19 de abril, se confirmó la primera muerte por COVID-19 en Vanuatu. Se trataba de un pescador filipino fallecido, de un petrolero con bandera británica, encontrado en una playa de Éfaté que dio positivo.
El 22 de abril, se recuperaron los otros 2 casos dejando a Vanuatu libre del COVID-19 nuevamente.[cita requerida]